# Jan Mehner

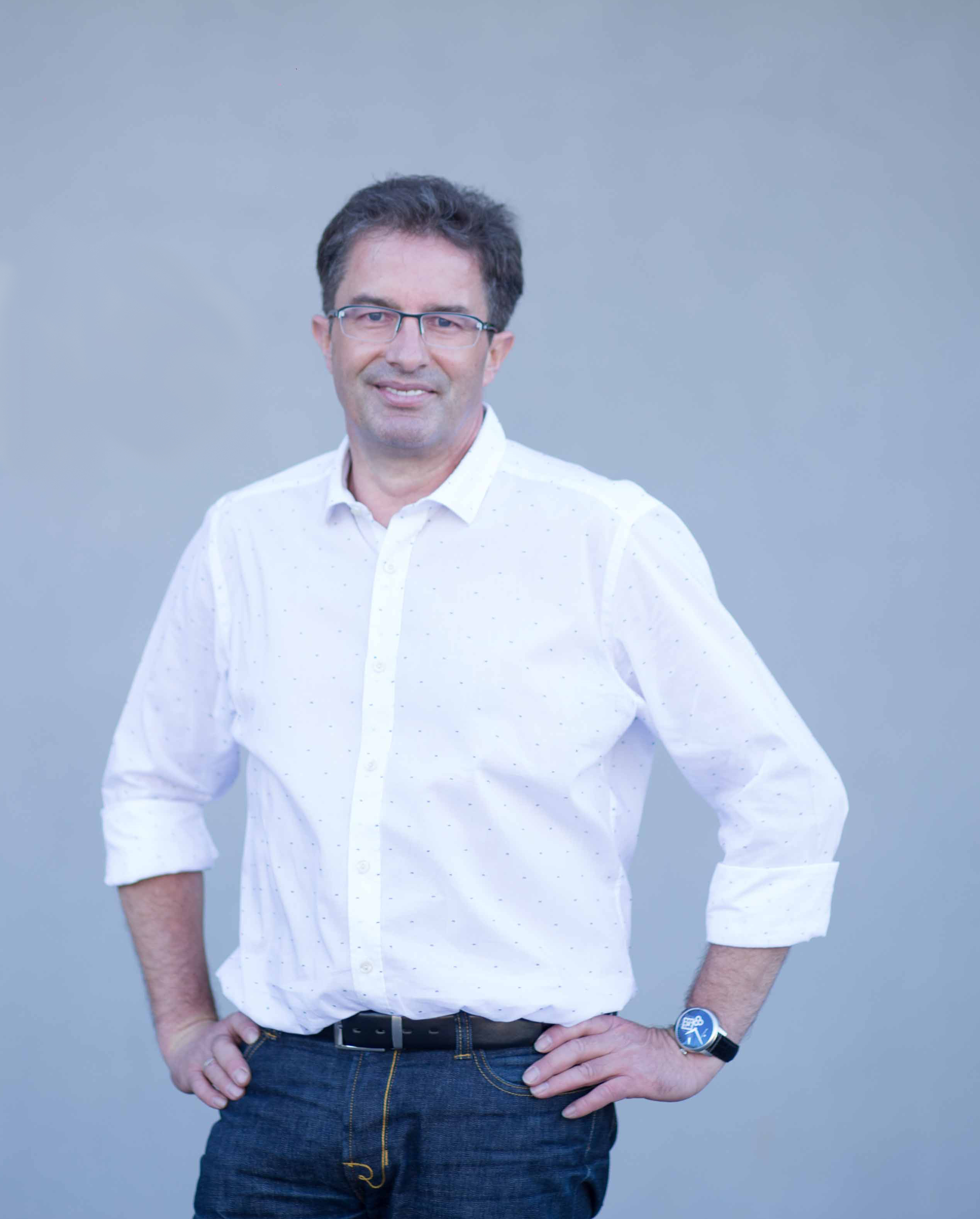
Jan Mehner (2018)

Jan Mehner (* 29. März 1964 in Karl-Marx-Stadt, heute Chemnitz) ist ein deutscher Elektrotechnikingenieur und Universitätsprofessor für Mikrosysteme und Medizintechnik sowie Direktor des Instituts für Mikrosystem- und Halbleitertechnik an der Technischen Universität Chemnitz.

## Werdegang
Jan Mehner wurde 1964 in Karl-Marx-Stadt (heute Chemnitz) geboren; sein Vater war Eisenbahningenieur. Von 1970 bis 1978 besuchte er in Gelenau die Polytechnische Oberschule. Im Anschluss wechselte er auf die Erweiterte Oberschule „Clara Zetkin“ nach Zschopau. Dort legte er 1982 das Abitur ab. Anschließend leistete er im Rahmen der allgemeinen Wehrpflicht seinen dreijährigen Grundwehrdienst.
1985 begann er ein Studium der Elektrotechnik/Informationstechnik. Seinen akademischen Abschluss als Diplom-Ingenieur erlangte er 1990 mit dem Prädikat „sehr gut“ an der Technischen Universität Chemnitz. Die Diplomarbeit verfasste er zum Thema „Grafikmodul für FEM-Postprocessing“. In einer nachfolgenden einsemestrigen Ausbildung im Rahmen des Hochschulstudiums erwarb er sich fachspezifische vertiefte Informatikkenntnisse, die er 1990 einer Abschlussarbeit zum Thema „Finite-Elemente-Methode“ dokumentierte.
Dem Studium folgte ein Forschungsstudium an der TU Chemnitz, welches er 1994 mit einer Promotion zum Thema „Mechanische Beanspruchungsanalyse von Siliziumsensoren und -aktoren unter dem Einfluß von elektrostatischen und Temperaturfeldern“ als Doktor-Ingenieur (Dr.-Ing. mit dem Prädikat summa cum laude) abschloss. 1999 folgte seine Habilitation zum Dr.-Ing. habil. mit der Schrift „Methoden und Werkzeuge zum Entwurf von Silizium-Mikrostrukturen“.
Von 1996 bis 2003 war als Oberingenieur an der TU Chemnitz tätig. Im Rahmen dieser Tätigkeit weilte er 1999 für ein Jahr als Postdoktorand in den USA, am Massachusetts Institute of Technology (MIT) und arbeitete in der MEMCAD-Gruppe von Stephen D. Senturia. Danach war er vier Jahre am Fraunhofer-Institut für Zuverlässigkeit und Mikrointegration in Chemnitz beschäftigt.
2007 wurde Mehner als Univ.-Professor für Mikrosystemtechnik an die Fakultät Elektrotechnik und Informationstechnik der TU Chemnitz berufen. Diese Professur wurde sieben Jahre später in die Professur für Mikrosysteme und Medizintechnik umgewidmet. Seit 2007 nimmt er auch die Position des Direktors des Instituts für Mikrosystem- und Halbleitertechnik ein.
Von 2013 bis 2019 war Mehner gewählter Dekan der Fakultät Elektrotechnik und Informationstechnik an der TU Chemnitz. Seit 2014 ist er Studiendekan für den Studiengang Biomedizinische Technik an der TU Chemnitz.
Seit 2001 führt er die Geschäfte der von ihm gegründeten FEM-ware GmbH und seit 2015 ist er geschäftsführender Gesellschafter der i-ROM GmbH.

## Forschungsschwerpunkte
Schwerpunkte der Forschung von Jan Mehner sind
- der Entwurf von Mikrosystemen (MEMS)
- MEMS-Design, Modellierung und Simulation gekoppelter Felder
- Finite-Elemente-Methoden (FEM) und Boundary-Elemente-Methoden (BEM)
- Reduced Order Modeling (ROM) und Designautomatisierung
- Anwendung von Mikrosystemen für die Navigation

## Tagungen
Jan Mehner ist an der Organisation einer Vielzahl von Tagungen beteiligt.
- Leiter der Chemnitzer Fachtagung Mikrosystemtechnik (seit 2007)
- Program Committee Tranducers 2019 – Eurosensors XXXIII
- Program Committee DTIP (Design, Test, Integration & Packaging) of MEMS/MOEMS

## Mitarbeit in wissenschaftlich-technischen Gremien
Jan Mehner hat in verschiedenen nationalen und internationalen wissenschaftlich-technischen Gremien mitgearbeitet:
- 2015–2016 Erster Stellvertreter des Vorsitzenden und 2017–2018 Vorsitzender des Fakultätentages Elektrotechnik und Informationstechnik (FTEI)
- 2017–2018 Mitglied im Fakultätentag der Ingenieurwissenschaften und der Informatik an Universitäten (4ING)
- VDE – Mitglied im Ausschuss Studium, Beruf und Gesellschaft

## Mitgliedschaft in Kuratorien, wissenschaftlichen Beiräten und Bundesinitiativen
- Sächsische Akademie der Wissenschaften zu Leipzig
- Stellvertretender Sprecher des Bundes-Exzellenzclusters Technologiefusion für multifunktionale Leichtbaufunktionen – MERGE, 2012–2018

## Veröffentlichungen
Jan Mehner ist Erfinder bzw. Miterfinder von mehr als 50 Patenten (Stand 2019), die im In- und Ausland angemeldet sind. Er ist außerdem Autor bzw. Ko-Autor von mehr als 170 Aufsätzen (Stand 2019) in wissenschaftlichen Zeitschriften. Außerdem hat er als Autor ein Fachbuch veröffentlicht:
- Jan Mehner: Entwurf in der Mikrosystemtechnik. (Dresdner Beiträge zur Sensorik. Band 9). Dresden University Press, Dresden 2000, ISBN 3-931828-47-6.

Er ist weiterhin Autor einer Reihe von Buchkapiteln.